# Volucella
Volucella ist eine Schwebfliegengattung. Sie wurde 1762 von dem französischen Entomologen Étienne Louis Geoffroy eingeführt. Typusart ist Musca pellucens Linnaeus, 1758. Die Gattung wird der Tribus Volucellini innerhalb der Unterfamilie Eristalinae zugeordnet.

## Merkmale
Die Gattung umfasst große, breitleibige und auffällige Schwebfliegen. Diese besitzen charakteristische gefiederte Fühlerborsten (Aristae) sowie ein nach unten verlängertes Gesicht. Die Facettenaugen der Männchen berühren sich auf der Stirn, während die der Weibchen getrennt sind. 

## Verbreitung
Die Arten der Gattung Volucella kommen in der Holarktis, in der Orientalis und in der Neotropis vor. In der Afrotropis und in Australien ist die Gattung offenbar nicht vertreten. In Mitteleuropa ist die Gattung mit folgenden 5 Arten vertreten: Hummel-Waldschwebfliege (V. bombylans), Gebänderte Waldschwebfliege (V. inanis), Gelbfleck-Waldschwebfliege (V. inflata), Gemeine Waldschwebfliege (V. pellucens) und Hornissenschwebfliege (V. zonaria). 

## Lebensweise
Die adulten Schwebfliegen ernähren sich von Blütennektar. Die Larven vieler Arten leben in den Nestern von Hummeln oder sozialen Wespen, wo sie sich vom Detritus ernähren. Es werden aber auch andere Larven im Nest verzehrt. 

## Innere Systematik
Die Gattung Volucella umfasst etwa 54 beschriebene Arten. Im Folgenden eine Liste der Arten.
- Volucella abditus Violovich, 1978
- Volucella arctica Johnson, 1916
- Volucella auropila Curran, 1928
- Volucella basalis Brunetti, 1907
- Volucella bella Barkalov, 2003
- Volucella bivitta Huo, Ren & Zheng, 2007
- Volucella bombylans (Linnaeus, 1758)
- Volucella decorata Walker, 1859
- Volucella dimidiata Sack, 1922
- Volucella discolor Brunetti, 1908
- Volucella elegans (Loew, 1862)
- Volucella evecta Walker, 1852
- Volucella facialis Williston, 1882
- Volucella flavizona Cheng, 2012
- Volucella flavolinea Hull, 1943
- Volucella flavoscutella Sack, 1928
- Volucella galbicorpus Cheng, 2012
- Volucella inanis (Linnaeus, 1758)
- Volucella inanoides Hervé-Bazin, 1923
- Volucella inflata (Fabricius, 1794)
- Volucella jeddona Bigot, 1876
- Volucella laojunshanana Qiao & Qin, 2010
- Volucella latifasciata Cheng, 2012
- Volucella linearis Walker, 1852
- Volucella liquida Erichson, 1841
- Volucella liupanshanensis Huo, Yu & Wang, 2009
- Volucella lividiventris Brunetti, 1908
- Volucella malayana Curran, 1928
- Volucella nigricans Coquillett, 1898
- Volucella nigropicta Portschinsky, 1883
- Volucella nigropictoides Curran, 1925
- Volucella nitidithorax Hull, 1941
- Volucella niveipes Hull, 1943
- Volucella peleterii Macquart, 1834
- Volucella pellucens (Linnaeus, 1758)
- Volucella plumatoides Hervé-Bazin, 1923
- Volucella rotundata Edwards, 1919
- Volucella ruficauda Brunetti, 1907
- Volucella rufimargina Huo, Ren & Zheng, 2007
- Volucella sichuanica Huo & Ren, 2006
- Volucella surda Curran, 1928
- Volucella suzukii Matsumura, 1916
- Volucella tabanoides (Motschulsky, 1859)
- Volucella taiwana Shiraki, 1930
- Volucella terauchii Matsumura, 1916
- Volucella thompsoni Choi, Ôhara & Han, 2006
- Volucella ursina Meijere, 1904
- Volucella varipila Coe, 1964
- Volucella vespimima Shiraki, 1930
- Volucella violacea (Le Peletier & Audinet-Serville, 1828)
- Volucella xanthopygata Curran, 1928
- Volucella zibaiensis Huo, Ren & Zheng, 2007
- Volucella zonaria (Poda, 1761)

## Bilder

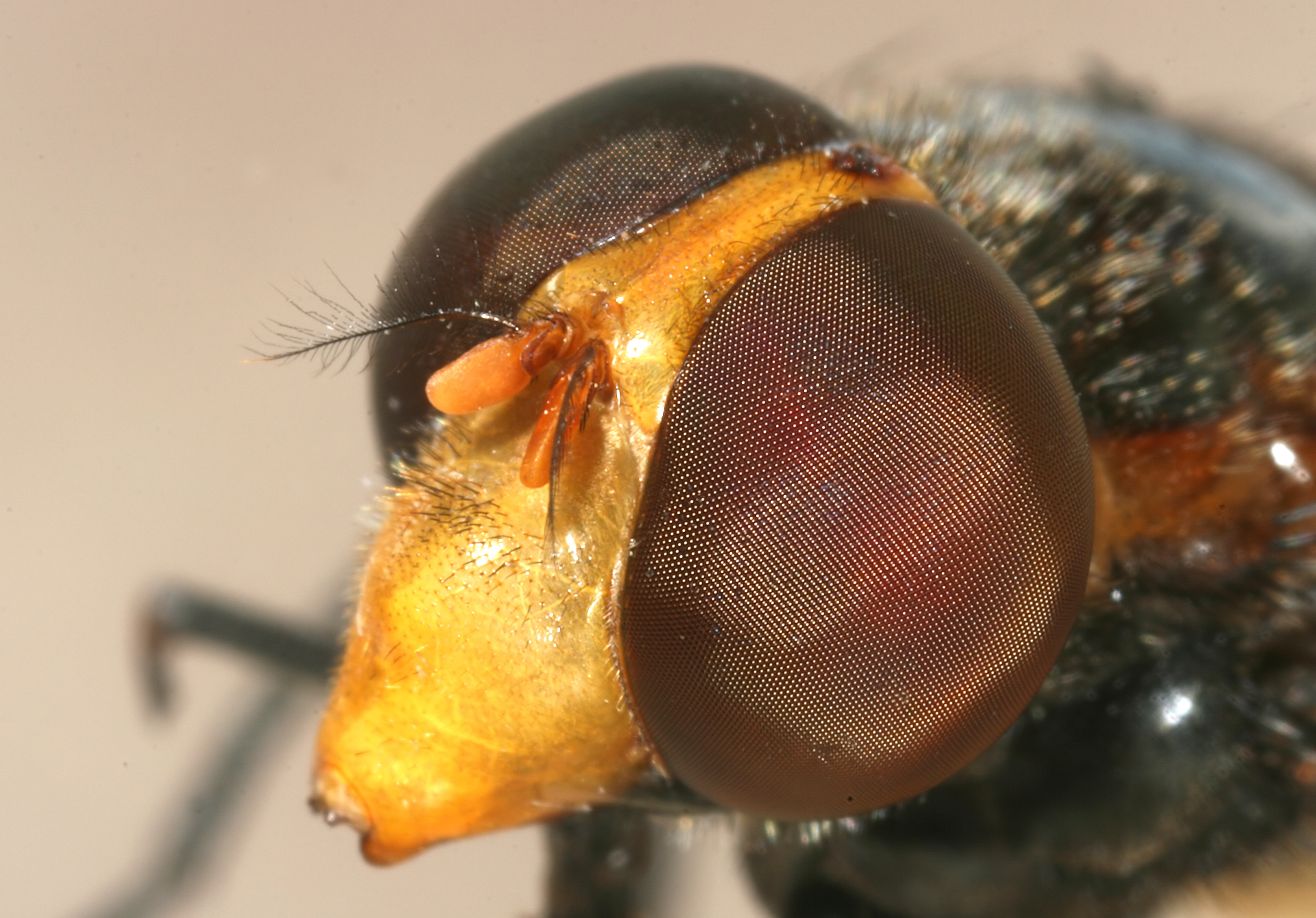
Gesicht von V. pellucens ♀
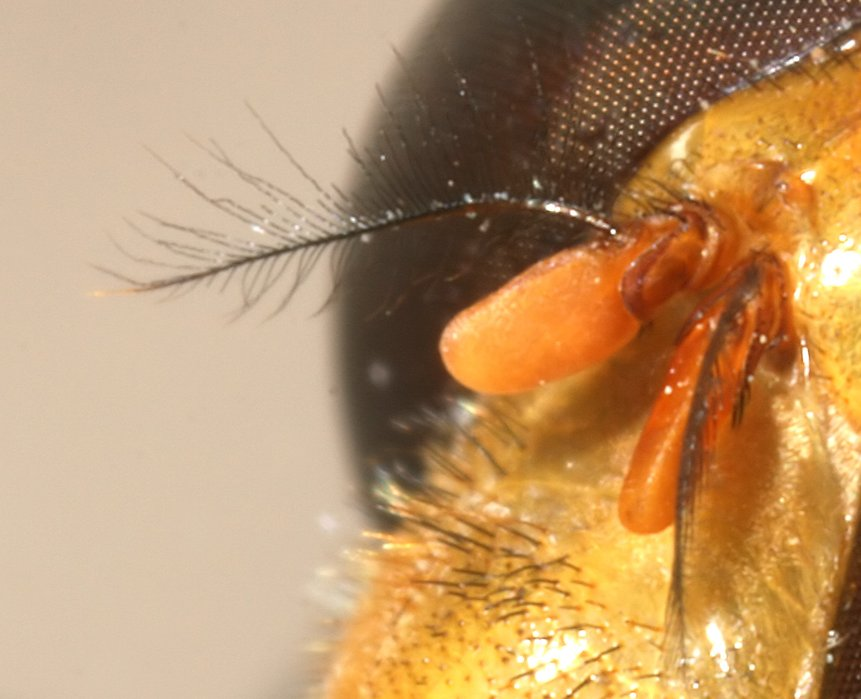
Arista von V. pellucens ♀
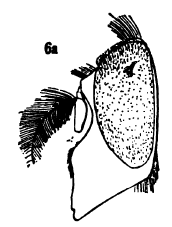
Skizze Kopfseitenansicht von V. evecta ♂
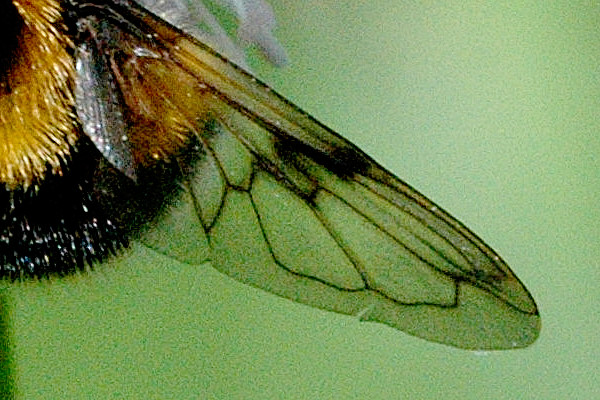
Flügeladerung von V. bombylans
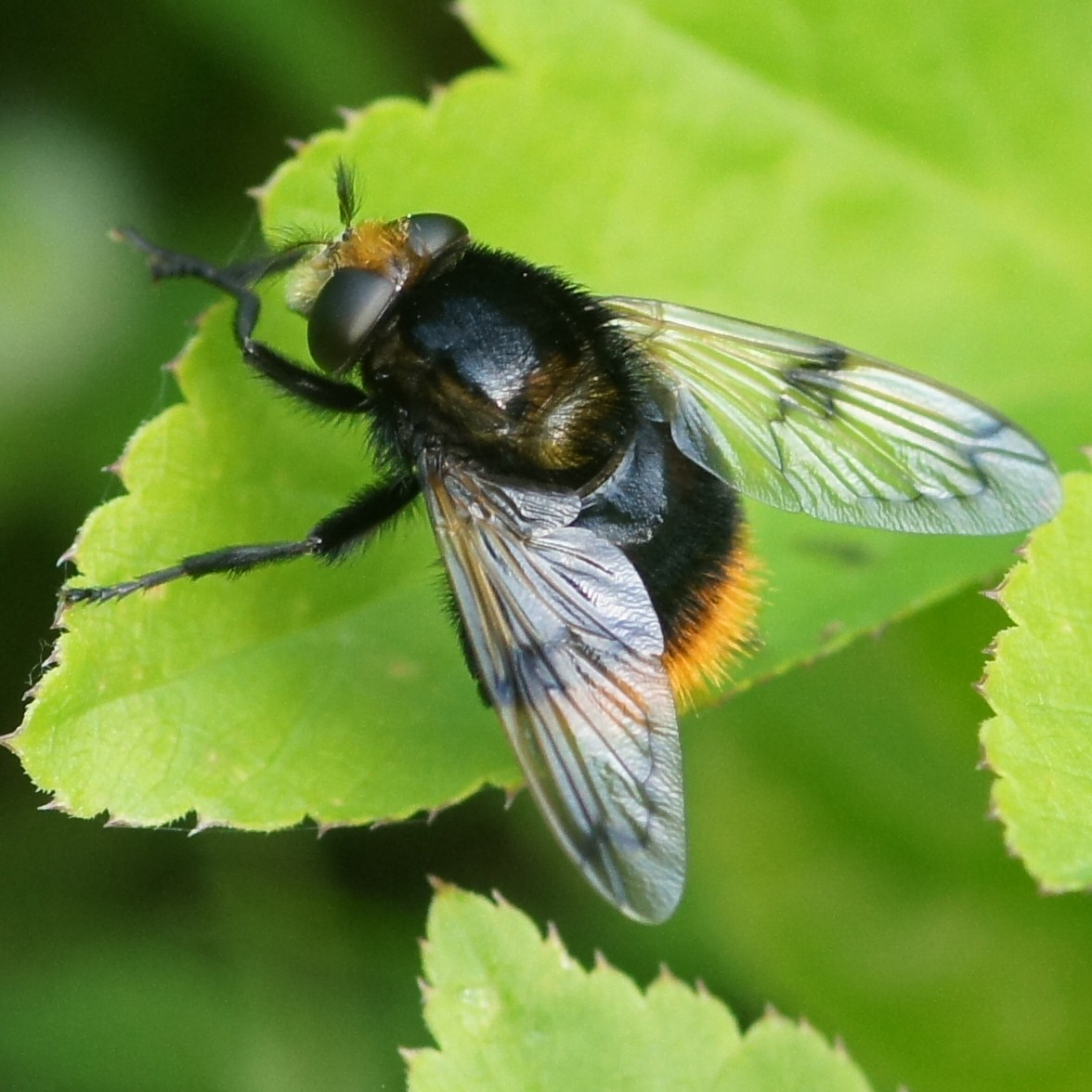
V. bombylans ♀
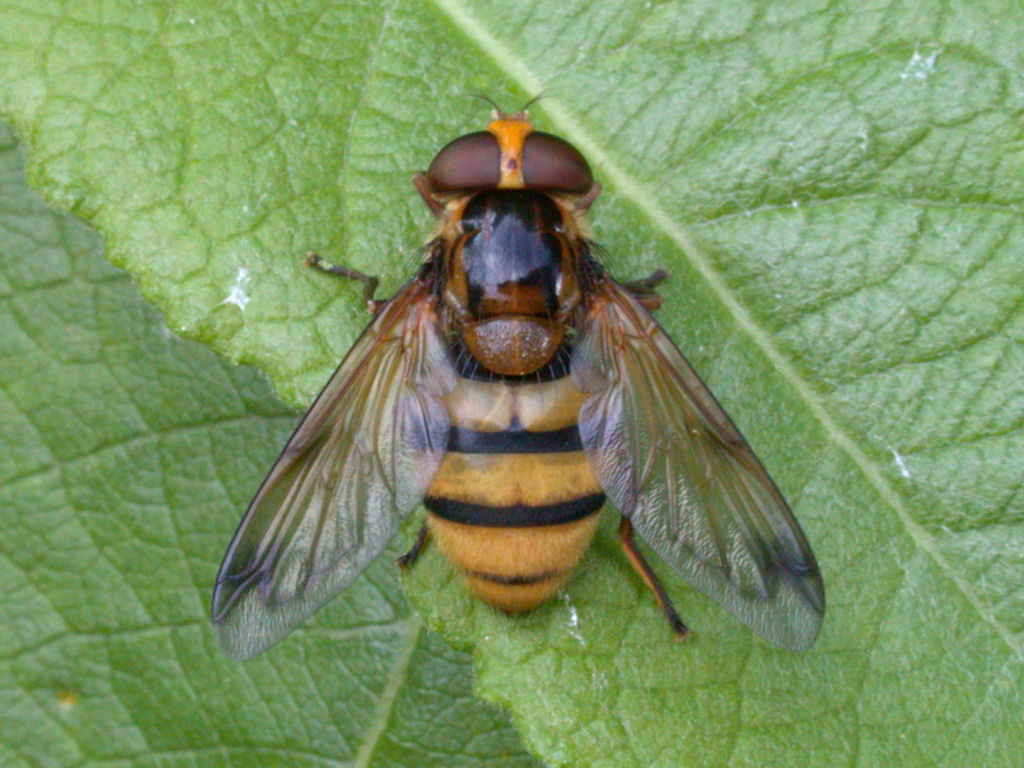
V. inanis ♀
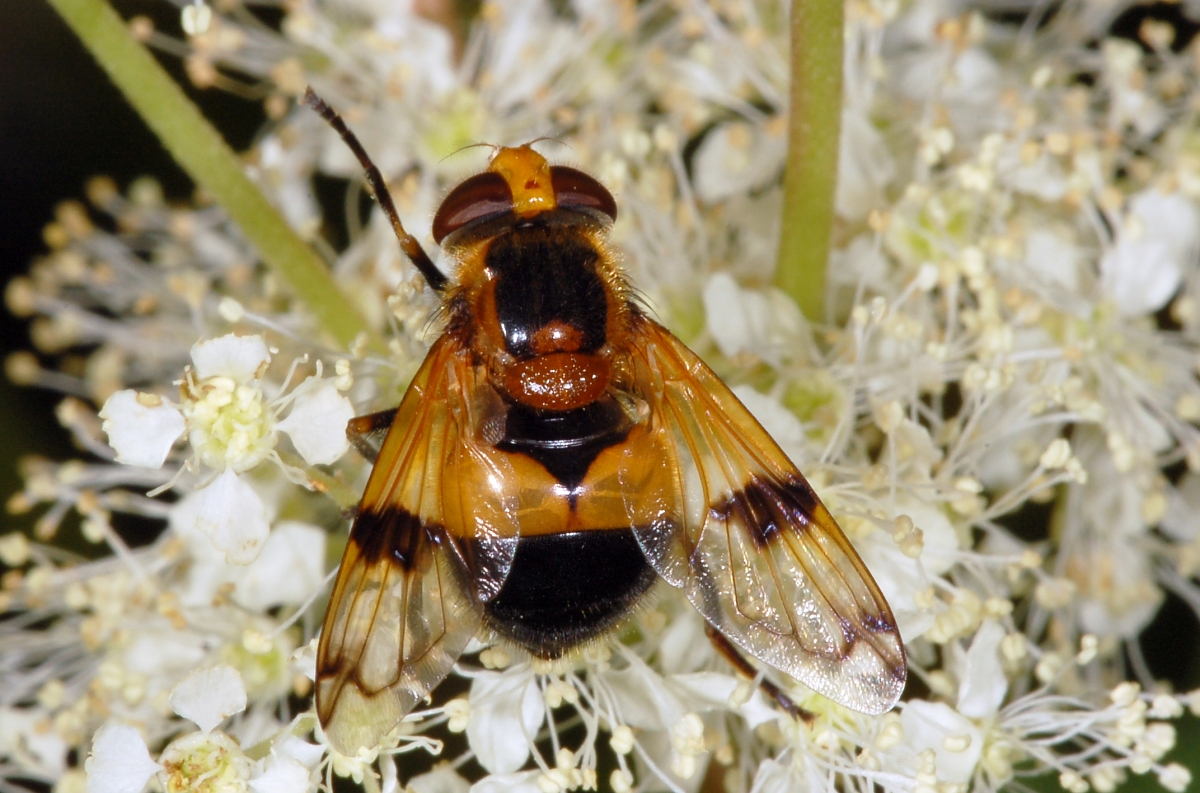
V. inflata ♀
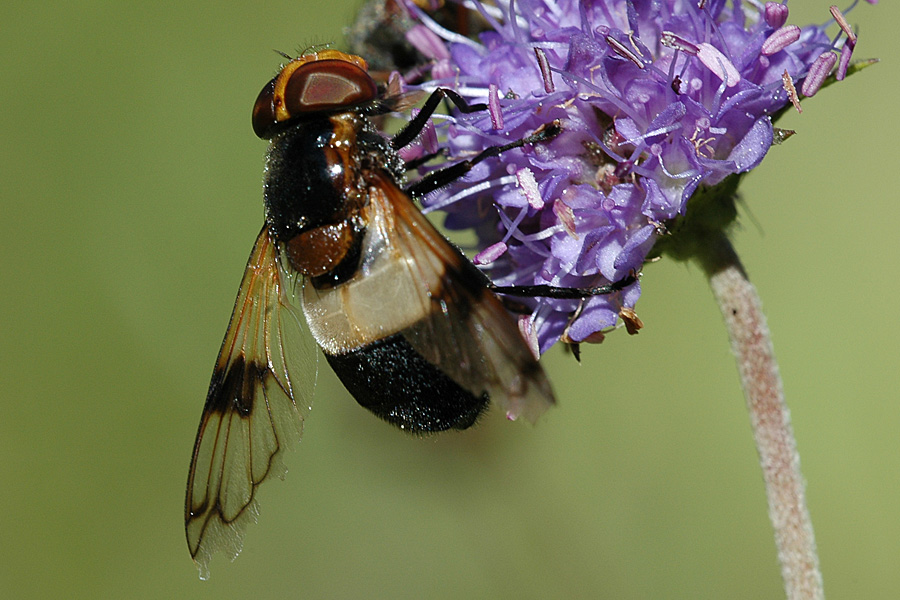
V. pellucens ♀
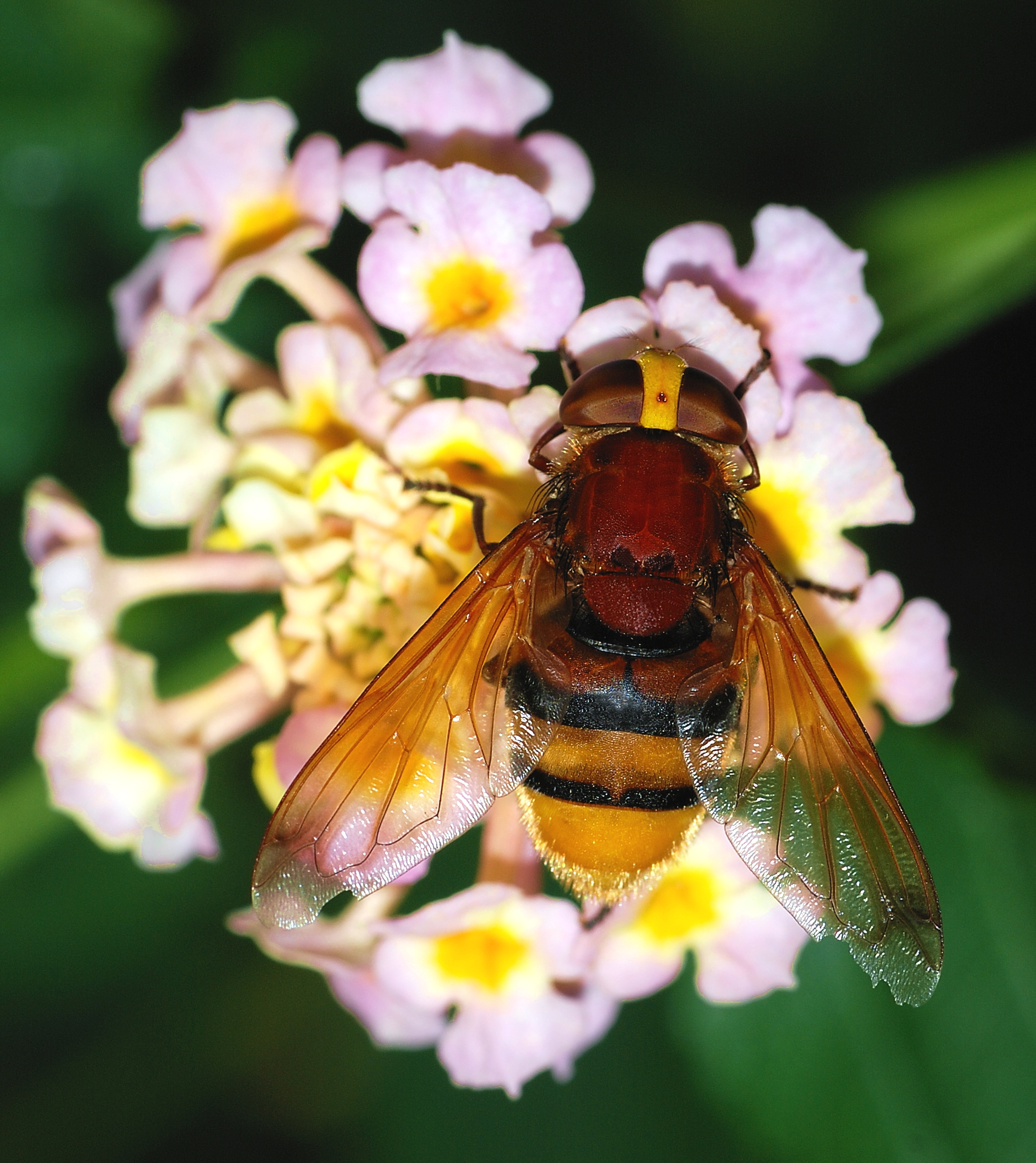
V. zonaria ♀